# Svenska mästerskapen i längdskidåkning 1967
Svenska mästerskapen i längdskidåkning 1967 arrangerades i Örnsköldsvik.

## Medaljörer, resultat

### Herrar
| Gren              | Guld                                                          | Guld                                                          | Silver            | Silver      | Brons             | Brons       |
| 15 km             | Assar Rönnlund                                                | IFK Umeå                                                      | Per-Erik Eriksson | Åsarna IK   | Karl-Åke Asph     | IFK Mora    |
| 30 km             | Assar Rönnlund                                                | IFK Umeå                                                      | Jan Halvarsson    | Föllinge IK | Per-Erik Eriksson | Åsarna IK   |
| 50 km             | Assar Rönnlund                                                | IFK Umeå                                                      | Kjell Lidh        | Sunnemo IF  | Melcher Risberg   | Föllinge IK |
| Stafett 3 x 10 km | Föllinge IK (Ragnar Persson, Melcher Risberg, Jan Halvarsson) | Föllinge IK (Ragnar Persson, Melcher Risberg, Jan Halvarsson) |                   |             |                   |             |
| Lagtävling 15 km  | Föllinge IK                                                   | Föllinge IK                                                   |                   |             |                   |             |
| Lagtävling 30 km  | Föllinge IK                                                   | Föllinge IK                                                   |                   |             |                   |             |
| Lagtävling 50 km  | IFK Umeå                                                      | IFK Umeå                                                      |                   |             |                   |             |

### Damer
| Gren             | Guld                                                  | Guld                                                  | Silver            | Silver        | Brons                           | Brons                       |
| 5 km             | Toini Gustafsson                                      | IFK Likenäs                                           | Barbro Tano       | IFK Kiruna    | Barbro Martinsson Solveig Svahn | Skellefteå SK IFK Sundsvall |
| 10 km            | Toini Gustafsson                                      | IFK Likenäs                                           | Barbro Martinsson | Skellefteå SK | Barbro Tano                     | IFK Kiruna                  |
| Stafett 3 x 5 km | Edsbyns IF (Gun Ädel, Viola Ylipää, Britt Strandberg) | Edsbyns IF (Gun Ädel, Viola Ylipää, Britt Strandberg) |                   |               |                                 |                             |
| Lagtävling 5 km  | IFK Likenäs                                           | IFK Likenäs                                           |                   |               |                                 |                             |
| Lagtävling 10 km | Edsbyns IF                                            | Edsbyns IF                                            |                   |               |                                 |                             |

### Webbkällor
- Svenska Skidförbundet